# Tony Arbolino

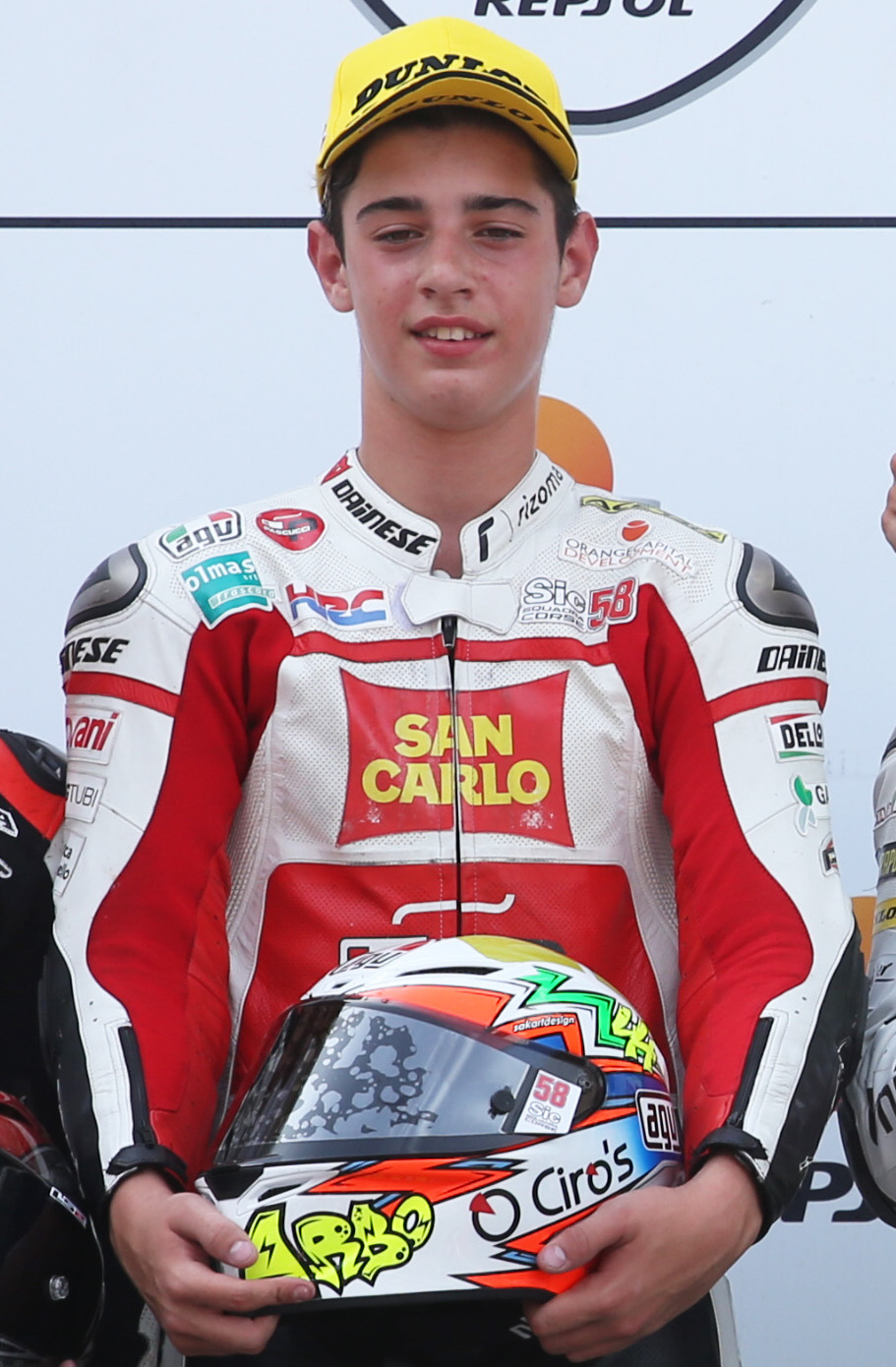
Tony Arbolino in 2016

Antonio "Tony" Arbolino (Garbagnate Milanese, 3 augustus 2000) is een Italiaans motorcoureur.

## Carrière
Arbolino maakte op vierjarige leeftijd zijn debuut in de motorsport in diverse minimoto-kampioenschappen met een motor die hij van zijn vader had gekregen. Op negenjarige leeftijd won hij binnen deze klasse het Italiaanse kampioenschap met vijftien overwinningen uit achttien races. Dat jaar werd hij ook derde in het Europees kampioenschap. In 2011 stapte hij over naar de Italiaanse Mini GP50-klasse, waar hij derde werd. In 2012 werd hij kampioen in de Spaanse Mini 50GP-klasse.
In 2013 kreeg Arbolino speciale dispensatie om als twaalfjarige te rijden in het Italiaanse Pre GP 125 2T-kampioenschap. Hij werd direct kampioen in deze klasse. In 2014 kwam hij uit in de PreMoto3 125 2T-klasse, waarin hij negen podiumplaatsen behaalde. Aan het eind van dat jaar debuteerde hij in het FIM CEV Moto3 International Championship tijdens het raceweekend op het Circuit Ricardo Tormo Valencia.
In 2015 kwam Arbolino fulltime uit in de FIM CEV Moto3 klasse op een KTM bij het team SIC58 Squadra Corse. Hij kende een moeilijk begin van het seizoen, maar in de tweede helft van het jaar finishte hij regelmatig in de top 10, met een vierde plaats in de seizoensfinale in Valencia als beste klassering. Met 42 punten werd hij twaalfde in de eindstand. In 2016 reed hij bij hetzelfde team op een Honda en behaalde hij betere resultaten; hij behaalde zijn eerste podiumplaats op het Circuit de Barcelona-Catalunya en zijn eerste overwinning op het Circuito Permanente de Jerez. Met 75 punten verbeterde hij zichzelf naar de negende plaats in het klassement.
In 2017 debuteerde Arbolino in de Moto3-klasse van het wereldkampioenschap wegrace bij SIC58 Squadra Corse op een Honda. Gedurende het seizoen wist hij enkel punten te scoren tijdens de tweede race in Argentinië met een veertiende plaats. Tijdens de Grand Prix van Duitsland reed hij lange tijd in de kopgroep, maar op tweederde van de raceafstand crashte hij uit de wedstrijd. Met twee punten eindigde hij het seizoen op plaats 34 in het kampioenschap.
In 2018 maakte Arbolino binnen de Moto3 de overstap naar het team Marinelli Snipers Team en bleef hier ook op een Honda rijden. Hij finishte tijdens vijf races in de top 10, met een zesde plaats in de Grand Prix van Japan als hoogtepunt. Daarnaast behaalde hij ook twee polepositions tijdens de tweede race in Argentinië en de seizoensfinale in Valencia. Met 57 punten verbeterde hij zichzelf naar de achttiende plaats in de eindstand.
In 2019 bleef Arbolino rijden bij het Snipers Team op een Honda. In de tweede race in Argentinië behaalde hij met een derde plaats achter Jaume Masiá en Darryn Binder zijn eerste podiumplaats in het wereldkampioenschap. Tijdens zijn thuisrace behaalde hij de pole position, die hij om wist te zetten in zijn eerste WK-overwinning.

## Statistieken

### Grand Prix

#### Per seizoen
| Seizoen | Klasse | Motor      | Team                        | Races | Winst | Podiums | Poles | SR | Ptn   | Pos |
| ------- | ------ | ---------- | --------------------------- | ----- | ----- | ------- | ----- | -- | ----- | --- |
| 2017    | Moto3  | Honda      | Sic58 Squadra Corse         | 18    | 0     | 0       | 0     | 0  | 2     | 34e |
| 2018    | Moto3  | Honda      | Marinelli Snipers Team      | 18    | 0     | 0       | 2     | 1  | 57    | 18e |
| 2019    | Moto3  | Honda      | VNE Snipers                 | 19    | 2     | 7       | 3     | 0  | 175   | 4e  |
| 2020    | Moto3  | Honda      | Rivacold Snipers Team       | 14    | 1     | 5       | 1     | 0  | 170   | 2e  |
| 2021    | Moto2  | Kalex      | Liqui Moly Intact GP        | 18    | 0     | 0       | 0     | 0  | 51    | 14e |
| 2022    | Moto2  | Kalex      | ELF Marc VDS Racing Team    | 20    | 3     | 5       | 0     | 2  | 191,5 | 4e  |
| 2023    | Moto2  | Kalex      | Elf Marc VDS Racing Team    | 20    | 3     | 8       | 0     | 1  | 249,5 | 2e  |
| 2024    | Moto2  | Kalex      | Elf Marc VDS Racing Team    | 20    | 0     | 3       | 1     | 1  | 149   | 10e |
| 2025*   | Moto2  | Boscoscuro | Blu Cru Pramac Yamaha Moto2 | 13    | 0     | 1       | 0     | 0  | 45    | 16e |
| Totaal  | Totaal | Totaal     | Totaal                      | 160   | 9     | 29      | 7     | 5  | 1090  |     |

#### Per klasse
| Klasse | Seizoenen  | 1e GP      | 1e podium       | 1e winst       | Races | Winst | Podiums | Poles | SR | Ptn  | Kampioen |
| ------ | ---------- | ---------- | --------------- | -------------- | ----- | ----- | ------- | ----- | -- | ---- | -------- |
| Moto3  | 2017-2020  | Qatar 2017 | Argentinië 2019 | Italië 2019    | 69    | 3     | 12      | 6     | 1  | 404  | 0        |
| Moto2  | 2021-heden | Qatar 2021 | Amerika's 2022  | Amerika's 2022 | 91    | 6     | 17      | 1     | 4  | 686  | 0        |
| Totaal | 2017-heden | 2017-heden | 2017-heden      | 2017-heden     | 160   | 9     | 29      | 7     | 5  | 1090 | 0        |

#### Races per jaar
(vetgedrukt betekent pole positie; cursief betekent snelste ronde)
| Jaar | Klasse | Motor      | 1      | 2      | 3      | 4       | 5       | 6       | 7       | 8       | 9       | 10      | 11      | 12     | 13      | 14     | 15     | 16      | 17      | 18      | 19      | 20     | 21  | 22  | Pos | Ptn   |
| ---- | ------ | ---------- | ------ | ------ | ------ | ------- | ------- | ------- | ------- | ------- | ------- | ------- | ------- | ------ | ------- | ------ | ------ | ------- | ------- | ------- | ------- | ------ | --- | --- | --- | ----- |
| 2017 | Moto3  | Honda      | QAT 24 | ARG 14 | AME 20 | SPA 23  | FRA 22  | ITA 21  | CAT 24  | NED DNF | DUI DNF | TSJ 16  | OOS 17  | GBR 25 | SMR DNF | ARA 26 | JPN 23 | AUS 18  | MAL 22  | VAL 25  |         |        |     |     | 34  | 2     |
| 2018 | Moto3  | Honda      | QAT 17 | ARG 10 | AME 20 | SPA DNF | FRA 7   | ITA 7   | CAT DNF | NED 17  | DUI 17  | TSJ 15  | OOS 9   | GBR C  | SMR 11  | ARA 16 | THA 14 | JPN 6   | AUS DNF | MAL 8   | VAL DNF |        |     |     | 18  | 57    |
| 2019 | Moto3  | Honda      | QAT 16 | ARG 3  | AME 6  | SPA 17  | FRA DNF | ITA 1   | CAT DNF | NED 1   | DUI 15  | TSJ 3   | OOS 2   | GBR 2  | SMR 3   | ARA 10 | THA 10 | JPN DNF | AUS 9   | MAL 9   | VAL DNF |        |     |     | 4   | 175   |
| 2020 | Moto3  | Honda      | QAT 15 | SPA 3  | AND 10 | TSJ 8   | OOS 7   | STI 2   | SMR 6   | EMI 11  | CAT 2   | FRA 2   | ARA     | TER 10 | EUR 4   | VAL 1  | POR 5  |         |         |         |         |        |     |     | 2   | 170   |
| 2021 | Moto2  | Kalex      | QAT 16 | DOH 11 | POR 16 | SPA 21  | FRA 4   | ITA 7   | CAT 13  | DUI 16  | NED DNF | STI 17  | OOS 13  | GBR 18 | ARA 9   | SMR 15 | AME 6  | EMI DNF | ALG 20  | VAL 23  |         |        |     |     | 14  | 51    |
| 2022 | Moto2  | Kalex      | QAT 5  | INA 8  | ARG 6  | AME 1   | POR DNF | SPA 3   | FRA DNF | ITA 4   | CAT 10  | DUI 10  | NED 7   | GBR 12 | OOS DNF | SMR 7  | ARA 5  | JPN 6   | THA 1   | AUS DNF | MAL 1   | VAL 3  |     |     | 4   | 191,5 |
| 2023 | Moto2  | Kalex      | POR 3  | ARG 1  | AME 2  | SPA 4   | FRA 1   | ITA 2   | DUI 2   | NED 7   | GBR 10  | OOS 6   | CAT 17  | SMR 4  | IND 2   | JPN 11 | INA 6  | AUS 1   | THA 4   | MAL 10  | QAT 10  | VAL 16 |     |     | 2   | 249,5 |
| 2024 | Moto2  | Kalex      | QAT 20 | POR 12 | AME 11 | SPA 7   | FRA 8   | CAT 9   | ITA 16  | NED 6   | DUI 9   | GBR DNF | OOS 5   | ARA 2  | SMR 3   | EMI 3  | INA 7  | JPN 11  | AUS 8   | THA DNF | MAL 5   | SOL 13 |     |     | 10  | 149   |
| 2025 | Moto2  | Boscoscuro | THA 13 | ARG 11 | AME 2  | QAT 20  | SPA 15  | FRA DNF | GBR 14  | ARA 17  | ITA 18  | NED 13  | DUI DNF | TSJ 19 | OOS 5   | HON    | CAT    | SMR     | JPN     | INA     | AUS     | MAL    | POR | VAL | 16* | 45*   |

* Seizoen nog bezig.